# Tour de Murcie 2009
Le Tour de Murcie 2009 est la 29e édition de cette course cycliste par étapes. Il s'est déroulée du 4 au 8 mars 2009. La course comportait 5 étapes entre San Pedro del Pinatar et Murcie. C'est le Russe Denis Menchov qui s'est imposé.

## Étapes
| Etape   | Date   | Ville Départ           | Ville Arrivée         | km       | Vainqueur         | Maillot Jaune     |
| ------- | ------ | ---------------------- | --------------------- | -------- | ----------------- | ----------------- |
| Étape 1 | 4 mars | San Pedro del Pinatar  | Lorca                 | 192.3    | Graeme Brown      | Graeme Brown      |
| Étape 2 | 5 mars | Las Torres de Cotillas | Caravaca de la Cruz   | 175.1    | Gregory Henderson | Gregory Henderson |
| Étape 3 | 6 mars | San Pedro del Pinatar  | San Pedro del Pinatar | 16 (Clm) | František Raboň   | František Raboň   |
| Étape 4 | 7 mars | Alhama de Murcia       | Alhama de Murcia      | 156.1    | Rubén Plaza       | Denis Menchov     |
| Étape 5 | 8 mars | Santiago de la Ribera  | Murcie                | 132.5    | Graeme Brown      | Denis Menchov     |

## Classement final
| \| 1. \| Denis Menchov \| en \| 14 h 55 min 06 s \| \| 2. \| Rubén Plaza \| + \| 20 s \| \| 3. \| Pieter Weening \| \| 35 s \| \| 4. \| Xavier Tondo \| \| 45 s \| \| 5. \| Jaume Rovira \| \| 51 s \| \| 6. \| Ezequiel Mosquera \| \| 1 min 15 s \| \| 7. \| Carlos Nozal \| \| 1 min 58 s \| \| 8. \| Laurens ten Dam \| \| 1 min 59 s \| \| 9. \| Francisco Pérez Sánchez \| \| 2 min 06 s \| \| 10. \| Matthew Goss \| \| 2 min 07 s \| |                         |    |                  |
| 1. | Denis Menchov           | en | 14 h 55 min 06 s |
| 2. | Rubén Plaza             | +  | 20 s             |
| 3. | Pieter Weening          |    | 35 s             |
| 4. | Xavier Tondo            |    | 45 s             |
| 5. | Jaume Rovira            |    | 51 s             |
| 6. | Ezequiel Mosquera       |    | 1 min 15 s       |
| 7. | Carlos Nozal            |    | 1 min 58 s       |
| 8. | Laurens ten Dam         |    | 1 min 59 s       |
| 9. | Francisco Pérez Sánchez |    | 2 min 06 s       |
| 10. | Matthew Goss            |    | 2 min 07 s       |

## Classements annexes
| Classement par points     | Gregory Henderson   |
| Grand Prix de la Montagne | Kanstantsin Siutsou |
| Classement des sprints    | Giuseppe Palumbo    |
| Meilleure équipe          | Rabobank            |